# Église Notre-Dame-de-l'Assomption de Beaufort-en-Santerre
L'église Notre-Dame-de-l'Assomption de Beaufort-en-Santerre est située dans le centre du village de Beaufort-en-Santerre, dans l'est du département de la Somme, au sud de Péronne.

## Historique
La construction de l'église de Beaufort-en-Santerre remonte au XIIe siècle. Elle a été modifiée par la suite notamment à la Renaissance.
En 1918, à la fin de la Grande Guerre, l'église souffrit des combats, un tir d'artillerie avait provoqué un trou dans la chapelle seigneuriale, presque tous les bancs avaient disparu, ainsi que le chemin de croix, mais la chaire, le confessionnal et les fonts baptismaux étaient préservés.
L'église est protégée au titre des monuments historiques : inscription par arrêté du 27 février 1926.

## Caractéristiques

### Extérieur
Construit en brique et pierre, l'édifice conserve des éléments d'architecture romane dans le clocher et notamment dans le pignon de l'abside où l'on peut voir des modillons sculptés. Le portail sud de l'édifice est de l'époque Renaissance.

### Intérieur
Les fonts baptismaux du XIVe siècle sont l'élément le plus remarquable conservé dans l'édifice. Ils se composent d'une cuve de plus de trois mètres de circonférence décorée de douze compartiments en arcades mitrées ornées de sculptures représentant les douze apôtres avec leurs attributs symboliques. La cuve repose sur une colonne ronde de 30 centimètres de hauteur, sans base ni socle, surmontée d'un chapiteau à feuillages. Ils ont été classés monument historique à titre d'objet par arrêté du 21 février 1907.
L'église conserve, en outre :
- une statue de saint Nicolas, en bois peint du XVe siècle[6] ;
- une statue de la Vierge à l'Enfant, en bois doré, de la fin du XVIIe-début XVIIIe siècle[7];
- une statue de saint Maur, en bois peint du XVIIIe siècle[8];
- un portrait de Monseigneur de Garsignies, huile sur toile du XIXe siècle[9], protégés en tant que monuments historiques, au titre d'objet.

## Photos

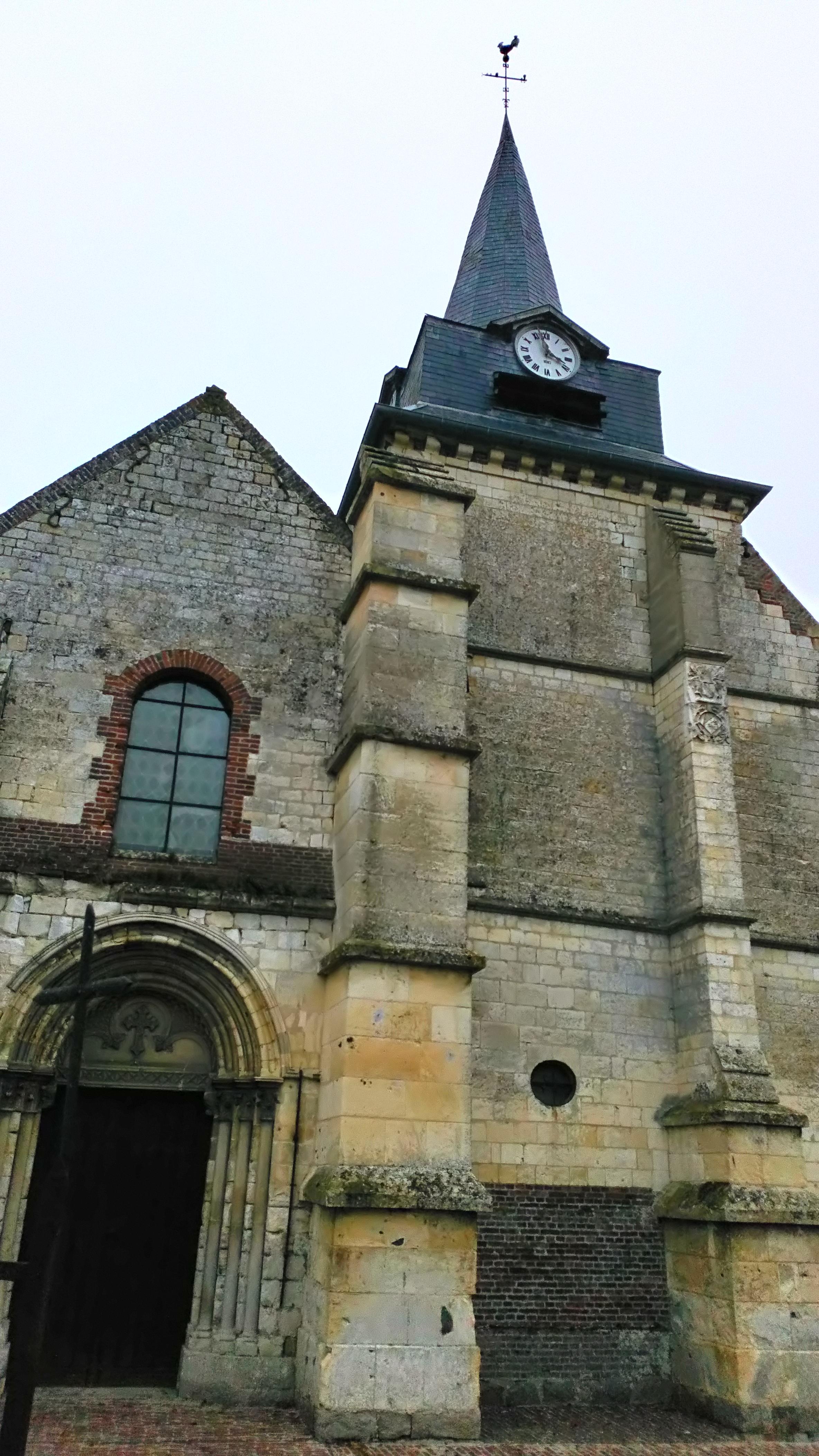
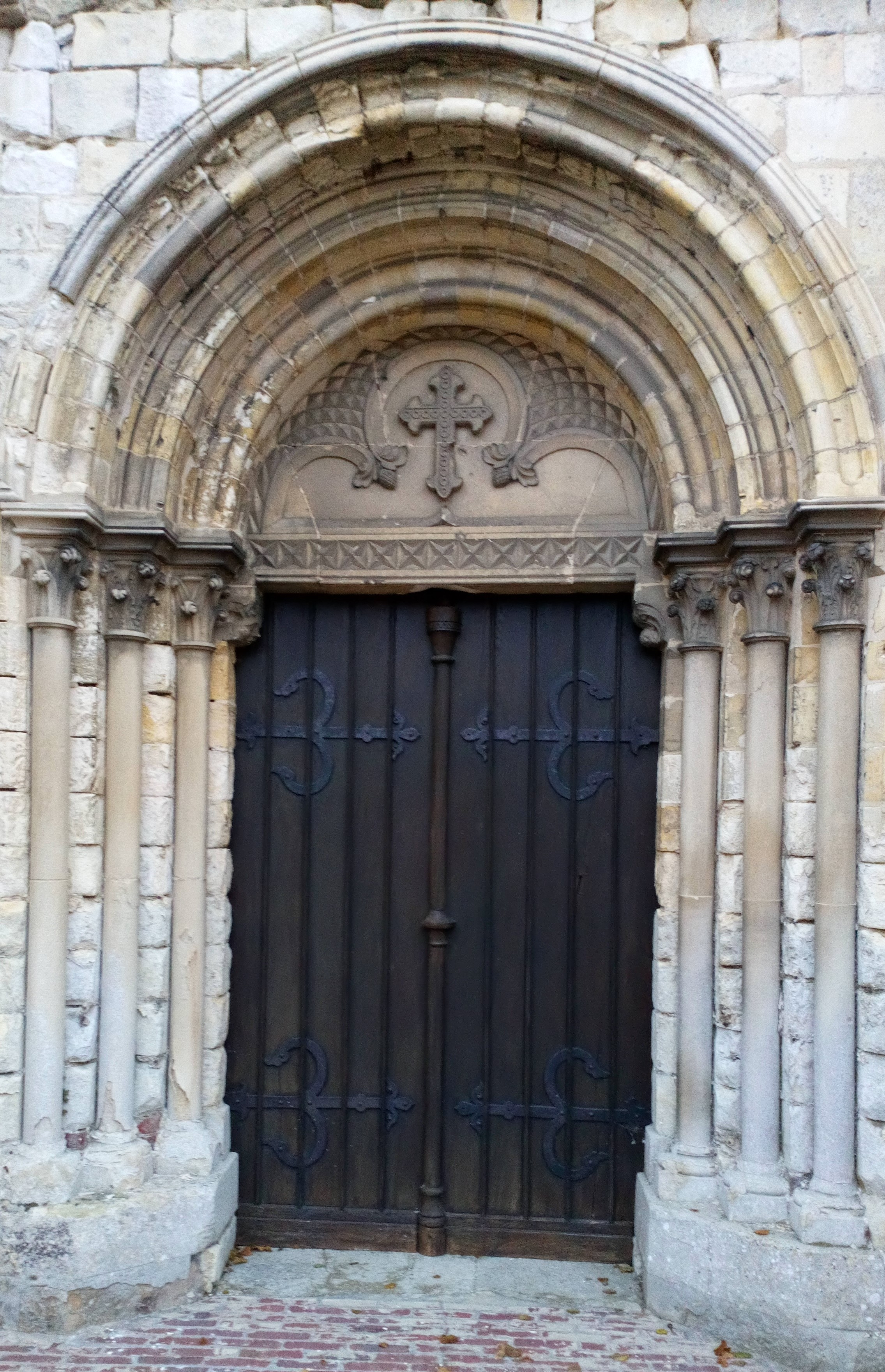
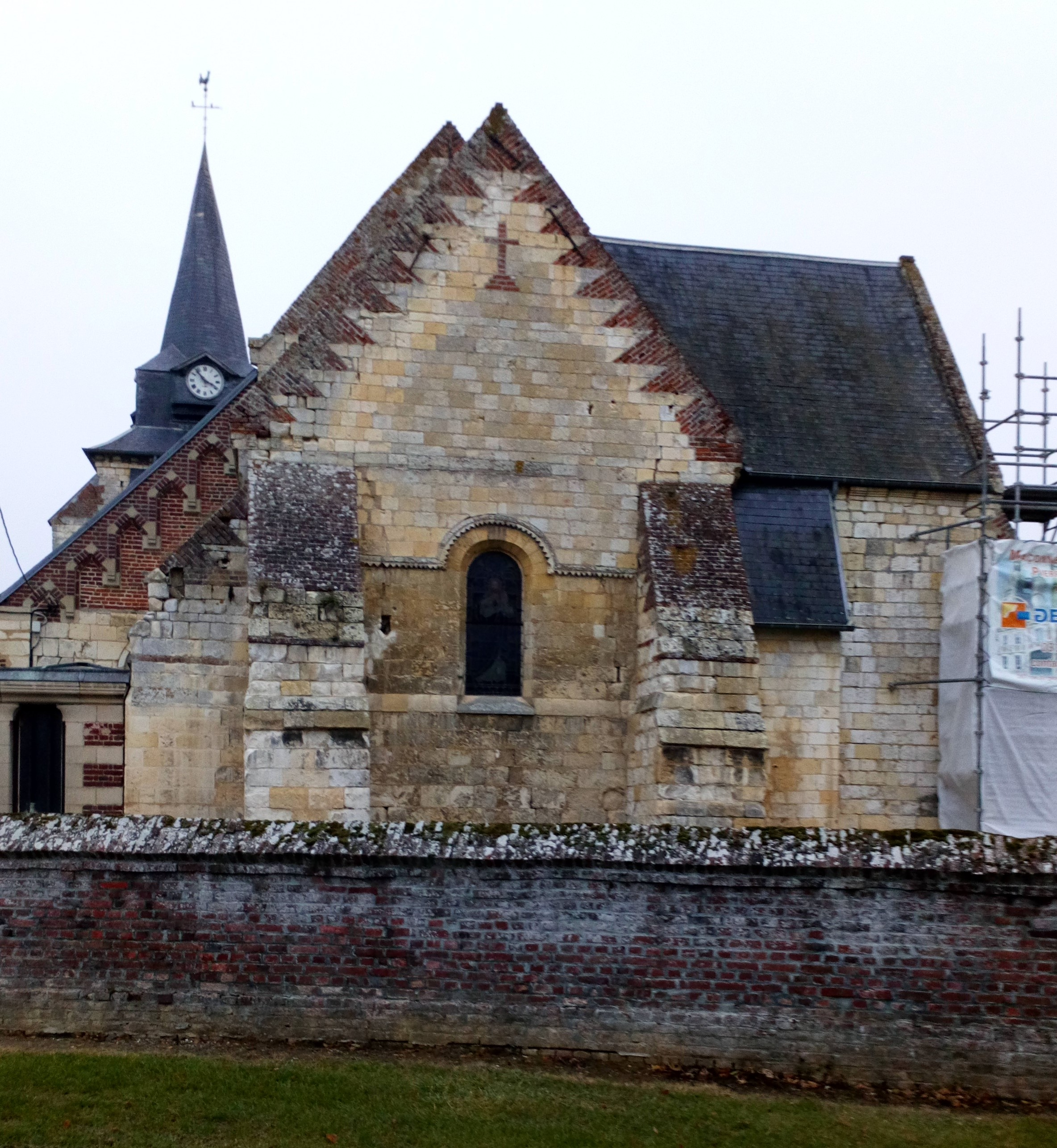